# Saint-Paul-sur-Yenne
Saint-Paul-sur-Yenne (vor 2024 Saint-Paul) ist eine französische Gemeinde mit 750 Einwohnern (Stand 1. Januar 2022) im Département Savoie in der Region Auvergne-Rhône-Alpes. Sie gehört zum Kanton Bugey savoyard im Arrondissement Chambéry und ist Mitglied im Gemeindeverband Yenne.

## Geographie

### Lage
Saint-Paul-sur-Yenne liegt auf 432 m, etwa 16 Kilometer nordwestlich der Präfektur Chambéry und 74 Kilometer östlich der Stadt Lyon (Luftlinie). Das Dorf liegt am Westhang einer Bergkette, die den Lac du Bourget vom Rhônetal trennt. Nachbargemeinden von Saint-Paul-sur-Yenne sind Yenne und Billième im Norden, Saint-Jean-de-Chevelu, Bourdeau und Le Bourget-du-Lac im Osten, Meyrieux-Trouet und La Chapelle-Saint-Martin im Süden sowie Traize im Westen.

### Topographie
Die Fläche des 13,25 km² großen Gemeindegebiets umfasst einen Abschnitt des südlichen französischen Jura auf der Westseite einer Antiklinalen, die sich zwischen dem Lac du Bourget und dem Rhônetal in Nord-Süd-Richtung erstreckt. Der Gipfelkamm dieser Antiklinalen bildet im Bereich des Mont du Chat die östliche Gemeindegrenze, wo mit 1496 m die höchste Erhebung von Saint-Paul-sur-Yenne erreicht wird. Am Fuß seines steilen, bewaldeten Westhangs beginnt eine leicht reliefierte Ebene, über die sich die verschiedenen Weilersiedlungen von Saint-Paul-sur-Yenne verteilen. Das Flüsschen Flon entwässert das Gemeindegebiet nach Norden zur Rhône hin und bildet gleichzeitig die westliche Gemeindegrenze.

### Gemeindegliederung
Zu Saint-Paul gehören neben dem eigentlichen Ortskern auch mehrere Weilersiedlungen und Gehöfte, darunter:
- les Moirouds (365 m) am Nordrand der Gemeinde entlang der Straßenverbindung mit Yenne
- le Molard (565 m), les Rozels und Lutrin (beide 460 m) am Fuß des Mont du Chat.
- les Vellats, les Vincents und Santagneux (zwischen  410 m und 450 m) im Süden der Gemeinde an der Straße nach Novalaise.

## Geschichte
Die Ländereien von Saint-Paul-sur-Yenne gehörten im Mittelalter der Herrschaft Saint-Agneux, die ihren Sitz im Bereich des heutigen Santagneux hatte. Sie wurde erstmals 1272 als Centagniacum urkundlich erwähnt und geht wahrscheinlich auf den gallorömischen Namen Sentenus zurück. Das im 14. Jahrhundert erstmals erwähnte Saint-Paul-sur-Yenne gehörte zu Saint-Agneux genauso wie die umliegenden Dörfer Trouet, Meyrieux und Verthemex. Die Herrschaft stieg 1773, kurz vor dem Ende des Ancien Régime, zum Marquisat auf.

## Sehenswürdigkeiten
Von der Gipfelkette des Mont du Chat, die mit einem Wanderweg erschlossen ist, bietet sich eine beeindruckende Aussicht sowohl in Richtung Osten mit dem Lac du Bourget und der Stadt Chambéry vor dem Alpenpanorama wie auch auf die Westseite mit den Jura-Höhenzügen hinter der Rhône.
Die Überbleibsel des festen Hauses der Saint-Agneux bilden heute das Gehöft Rubod. Ein weiteres mittelalterliches Haus, das Maison forte de Choisel, ist ebenfalls erhalten.

## Bevölkerung
| Jahr                       | 1962 | 1968 | 1975 | 1982 | 1990 | 1999 | 2006 | 2011 |
| Einwohner                  | 318  | 307  | 296  | 361  | 453  | 495  | 542  | 645  |
| Quellen: Cassini und INSEE |      |      |      |      |      |      |      |      |

Mit 750 Einwohnern (Stand 1. Januar 2022) gehört Saint-Paul-sur-Yenne zu den kleinen Gemeinden des Département Savoie. Nachdem die Einwohnerzahl in der ersten Hälfte des 20. Jahrhunderts rückläufig war (1901 wurden noch 572 Einwohner gezählt), wurde seit Mitte der 1980er Jahre wieder eine Bevölkerungszunahme verzeichnet. Die Ortsbewohner von Saint-Paul-sur-Yenne heißen auf Französisch Sanpaulan(e)s.

## Wirtschaft und Infrastruktur

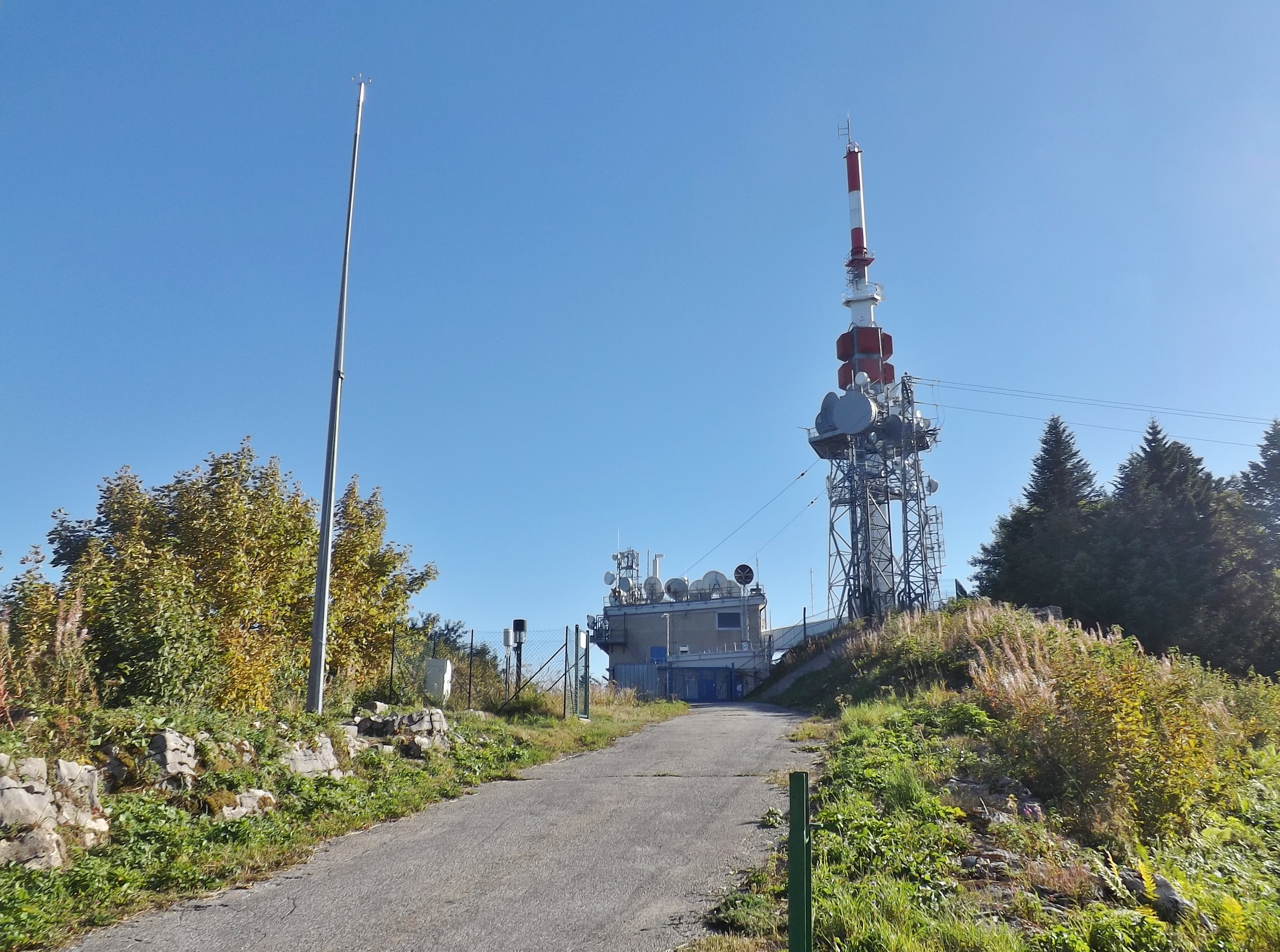
Ein Sendeturm auf dem Mont du Chat

Saint-Paul-sur-Yenne ist ein vorwiegend durch die Landwirtschaft geprägtes Dorf. Daneben gibt es heute noch einige Betriebe des lokalen Kleingewerbes. Mittlerweile hat sich das Dorf auch zu einer Wohngemeinde entwickelt. Viele Erwerbstätige sind Wegpendler, die in den größeren Ortschaften der Umgebung, vor allem im Raum Aix-les-Bains und Chambéry, ihrer Arbeit nachgehen.
Über den Gemeindeboden verläuft die Departementsstraße D1504, die als ehemalige Nationalstraße N504 von Ambérieu-en-Bugey nach Chambéry führt. Diese durchquert den Mont du Chat in einem 1932 eröffneten, 1,5 km langen Tunnel und erleichtert die Anbindung an den Großraum Chambéry mit seinem Flughafen, SNCF-Bahnhof und Anschlüssen an die Autobahnen A41 und A43. Der Dorfkern von Saint-Paul-sur-Yenne und seine verschiedenen Weilersiedlungen liegen etwas abseits dieser Hauptstraße und werden von Nebenstraßen erschlossen. Darunter ist die nicht ganzjährig befahrbare Serpentinenstraße D42, die direkt von Saint-Paul-sur-Yenne über den Mont du Chat in das benachbarte Le Bourget-du-Lac führt.
In Saint-Paul-sur-Yenne befindet sich eine staatliche Grundschule (école élémentaire).